# Trivial Pursuit
Trivial Pursuit è un gioco da tavolo di origine canadese, prodotto dalla Hasbro e dalla Horn Abbot, in cui i giocatori misurano la propria abilità nel rispondere a domande di cultura generale.

## Storia
Nel dicembre del 1979, a Montreal, Chris Haney, ricercatore iconografico del quotidiano cittadino The Gazette, e Scott Abbott, giornalista sportivo dell'agenzia The Canadian Press, stavano giocando a Scrabble quando, scoperto che mancavano dei pezzi, ipotizzarono di creare loro stessi un nuovo gioco: nacque così una discussione su chi avrebbe potuto inventare il gioco migliore.
Iniziata come una sfida tra i due, divenne poi una collaborazione che coinvolse anche il fratello di Chris, John, quando nel 1980 crearono con lui e con l'avvocato Ed Werner la Horn Abbot Ltd, per produrre e distribuire il gioco.
In breve tempo fu creato il Trivial Pursuit, il cui nome finale (che significa «caccia banale», «futile ricerca», «scopo frivolo») fu deciso dalla moglie di Chris.
Nel 1981 fu registrato il marchio e, per favorire la diffusione del gioco, in Canada le scatole venivano cedute ai distributori per 15 Dollari l'una, affinché le vendessero a 29,95 al pubblico, anche se produrle costava 75 dollari ciascuna.
Dopo una tiepida accoglienza alla Fiera Internazionale del Giocattolo tenutasi a New York nel 1982, Trivial Pursuit fu finalmente lanciato nel mercato nel 1983.

## Regole del gioco

### Dotazione
La scatola completa dell'edizione Genus cioè la versione base originale, in Italia contiene: un tabellone in cartone; un dado; due contenitori per complessive 1 000 schede in cartoncino, ciascuna delle quali riporta sei domande e, sul retro, le relative risposte; sei segnaposto di plastica e 36 cunei di plastica da inserire nei segnaposto nel corso del gioco.
I seimila quesiti riguardano queste sei categorie, contraddistinte ciascuna da un colore e da iniziali (in ordine di presentazione sulla scheda):
- Geografia			(G)	Blu
- Spettacolo			(S)	Rosa
- Storia			(St)	Giallo
- Arte e Letteratura	(AL)	Marrone
- Natura e Scienza	(NS)	Verde
- Hobby e Sport		(HS)	Arancione

I segnaposto, uno per colore di categoria, hanno forma cilindrica, un diametro di circa tre cm. e l'aspetto di una torta affettata, avendo sei scomparti a forma di spicchi, dove vanno infilati i cunei segnapunto, anch'essi nei colori delle sei categorie (sei cunei per ciascun colore).
Sul tabellone, che è quadrato e quando aperto misura 50 cm. di lato, è disegnato il percorso di gioco: 72 caselle – dieci per ciascuna categoria, più 12 caselle con raffigurati dadi – disposte in cerchio e lungo sei raggi che le collegano all'esagono centrale.

### Scopo del gioco
Rientrare per primo nell'esagono centrale e rispondere correttamente alla domanda finale in una categoria scelta dagli avversari, vincendo così la partita. Ma prima di poter rientrare nell'esagono centrale, il giocatore deve aver raggiunto le sei caselle finali di ciascuna categoria ed aver risposto correttamente ad una domanda nella categoria relativa. Le sei caselle finali di categoria sono poste al termine di ciascun raggio della pista di gioco, contrassegnate da un triangolo colorato.
È considerato un gioco per adulti non perché abbia contenuti non adatti ai minori ma per la difficoltà di talune domande.

### Come si gioca
A ogni giocatore (o squadra) viene consegnato uno speciale segnalino. Tutti i segnalini vengono posti nella casella centrale (di forma esagonale) e si decide chi inizia.
Ciascun giocatore lancia il dado e chi realizza il numero più alto gioca per primo. In caso di parità si procede ad un altro tiro di dado.
Il giocatore che ha ottenuto il numero più alto inizia quindi la partita lanciando il dado ancora una volta e muove il proprio segnaposto a partire dall'esagono centrale in qualsiasi direzione per tante caselle quanti sono i punti ottenuti con il lancio del dado. Altrettanto faranno tutti gli altri giocatori, uno dopo l'altro.
Ogni volta che il giocatore pone il proprio segnaposto su una casella, sia essa una casella finale di categoria o una semplice casella, egli dovrà rispondere ad una domanda della categoria segnata nella casella.
La domanda, sempre contrassegnata dal colore e dalla sigla che ne identificano la categoria, viene presa dalla prima scheda in una delle due scatole e viene letta al giocatore da uno dei suoi avversari. Le risposte sono sul retro della scheda.
Se il giocatore risponde correttamente ha diritto ad un altro lancio di dado e relativa ulteriore domanda, e così via sino a che non sbagli la risposta cedendo il turno al giocatore alla sua sinistra.
Ad ogni lancio di dado, il giocatore può cambiare direzione, ma non può tornare sui propri passi nel corso dello stesso lancio. Se riterrà di dover tornare indietro dovrà attendere il prossimo turno di lancio. Il giocatore deve muovere il proprio segnaposto esattamente di tante caselle quanti sono i numeri ottenuti con il dado.

### Come prosegue il gioco

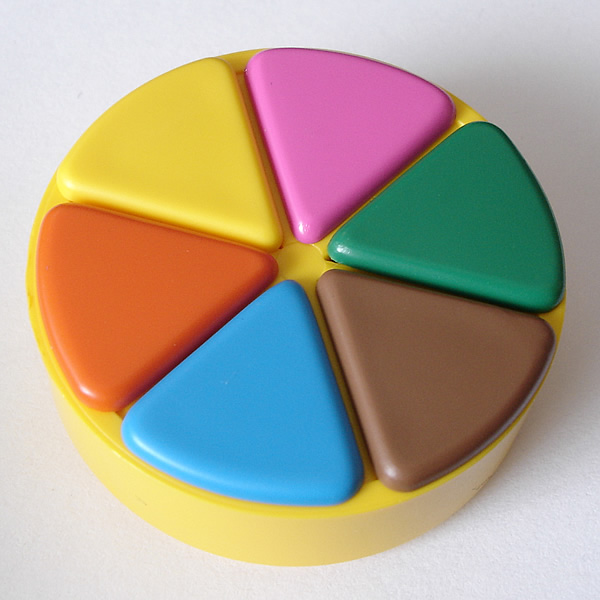
Un segnaposto del Trivial Pursuit con tutti i sei cunei.

Il gioco continua rimettendo ciascuna scheda estratta nella sua scatola dietro l'ultima scheda.
Quando il giocatore riesce a raggiungere una casella finale di categoria e a rispondere correttamente, prende un cuneo segnapunti del colore relativo alla categoria stessa e lo inserisce nel proprio segnaposto.
Se il giocatore non sa rispondere esattamente alla domanda quando giunge alla casella finale di categoria lascia il proprio segnaposto nella casella sino al turno successivo, e da lì riprende il gioco senza avere ottenuto il cuneo segnapunti. Dovrà quindi riuscire a tornare altre volte nella casella finale sino a quando sarà in grado di rispondere correttamente alla domanda della categoria relativa ed ottenere il cuneo segnapunti.
Il giocatore che termina con il segnaposto in una delle 12 caselle dove sono raffigurati i dadi ha diritto ad un altro lancio senza dover rispondere ad una domanda.
Quando un giocatore termina nell'esagono centrale prima che abbia potuto ottenere i sei cunei segnapunti corrispondenti alle sei categorie, l'esagono centrale è considerato una casella jolly ed il giocatore può scegliere di rispondere ad una domanda di una categoria di suo gradimento per proseguire il gioco.
Più segnaposti possono trovarsi sulla stessa casella.

### Come si vince
Quando un giocatore ha raccolto i 6 cunei rispondendo correttamente alla domanda finale di ciascuna categoria, egli può iniziare a muovere il proprio segnaposto verso l'esagono centrale, lanciando il dado (che deve rotolare), per tentare di vincere la partita.
Quando il giocatore in possesso dei sei cunei riesce ad arrivare sull'esagono centrale, gli altri giocatori si consultano per scegliere la categoria della domanda finale. La domanda finale viene presa dalla prima scheda di una delle due scatole.
Se il giocatore risponde correttamente a quest'ultima domanda vince la partita. Altrimenti rimane con il segnaposto nell'esagono centrale, attende il turno successivo allontanandosi dall'esagono per tante caselle quanti punti ha realizzato con il lancio del dado e tenta di rientrare nell'esagono con i lanci successivi. Ogni risposta esatta dà diritto ad un lancio di dado: questa regola rende teoricamente possibile una vittoria del giocatore che inizia il gioco (grande slam). In questo caso, tutti gli altri giocatori hanno diritto ad un simile tentativo e se esso risulta positivo la partita viene chiusa in parità.

## In Italia
In Italia il Trivial Pursuit arrivò nel 1984, presentato nel Circolo della Stampa di Milano con la partecipazione di attori, personaggi televisivi, giornalisti, scrittori e intellettuali che si prestarono a una partita dimostrativa.
Ma «L'esordio in Italia non è stato dei più brillanti» poiché «dal 1988 al 1990 furono venduti soltanto 100mila pezzi», complice anche il prezzo impegnativo: 99 000 lire nel 1986, quando un quotidiano (come un caffè) costava 700 lire.
La prima edizione venne tradotta dal direttore della Associated Press, Dennis Redmont, e dal critico musicale Silvio Piersanti e fu distribuita dalla Polistil, avendo l'Editrice Giochi, abituale distributore dei giochi Parker, rinunciato a commercializzarlo.
Poi subentrò la Hasbro Italy, che nel periodo 1991-1993 quintuplicò le vendite del triennio precedente, con 500 000 pezzi.
In quegli anni, sui bordi della scatola comparivano queste parole: « “Chi più sa, più dubita” Enea Silvio Piccolomini (papa Pio II) ».
Dal 1992 autore unico delle domande è Filippo Maraffi, veterinario milanese, classe 1955.
Nel 1993 iniziarono le uscite annuali: una versione semplificata, con 1 500 domande attualizzate, niente tabellone ma un dado modificato, con i sei colori al posto dei numeri per scegliere la materia, prezzo di vendita 55 000 lire – mentre la confezione classica costava ancora 79 000 lire.
Sono poi seguiti numerosi aggiornamenti ed edizioni speciali e a tema: per esempio nel 2003 una scatola di plastica a forma di segnapunto, chiamata “ricarica” perché contenente solo un mazzo di schede con domande nuove e un dado con i colori delle materie; una “Edizione Family” assai ridotta, sia per le dimensioni della scatola (15 cm di lato), sia per il numero di schede (solo ottanta, metà per ragazzi e metà per adulti), pubblicata nel 2009.
Curiosa la confezione tascabile curata dalla collana Il Giallo Mondadori nel 1994: un'edizione ad hoc per i propri lettori, con i quesiti che, pur rispettando la ripartizione classica delle sei materie, riguardavano il “giallo” in tutte le sue declinazioni, nella vita reale (medicina forense, fatti e luoghi della cronaca nera e giudiziaria) come nelle opere di fantasia (dallo spionaggio al thriller, dai polizieschi all'horror, nel cinema e nella letteratura).

## Numeri
Alla fine del 2004, Trivial Pursuit era stato tradotto in 17 lingue, e distribuito in 26 paesi (le domande sono state adattate alle diverse realtà nazionali). Dal 1981 al 2004 ne sono state vendute 88 milioni di scatole, a partire dal 1983, quando fu lanciato nel mercato, e negli Stati Uniti, il gioco ha riscosso grande successo di pubblico e critica, la rivista Times lo definì Il più importante fenomeno della storia dei giochi.
Prima del Natale del 1983 in Canada ne erano già state vendute 2300000 copie, e negli Stati Uniti d'America 1 milione. Oggi il Trivial Pursuit è il terzo gioco più venduto di sempre, dopo lo Scarabeo e il Monopoly.

## Curiosità
Nella primavera 2019, è stata annunciata l'apertura in Russia di un hotel dedicato al Trivial Pursuit, un quattro stelle a 45 chilometri da Mosca, in collaborazione con la Hasbro: un progetto sperimentale della durata di 25 giorni, all'interno di un complesso, dove alloggiare gratis rispondendo correttamente alle domande.

## Versioni in inglese
Da tavolo:
Genus (1981), Walt Disney (1981), Junior (1987), Genus II (1987), 1980s (1989), Vintage Years (20's/50's) (1989), The Year in Review 1993 (1993), Genus III (1994), Junior Ed 3 (1994), Genus IV (1996), Junior Ed 4 (1996), 10th Anniversary (1992), The Year in Review 1992 (1992), All American board game (1993), FIFA World Cup Edition (1997), Star Wars (1997), Star Wars Ep I (1998), Warner Bros. (1999), Biographies (2000), Genus V (2000), Junior Ed 5 (2001), 20th Anniversary (2002), Disney Animated Picture (2002), Lord of the Rings (2003), Genus VI (2003), 90's edition (2004), Book Lover's Edition (2004), Junior Ed 6 (2004), Pop Culture (2006), Totally '80's (2006), Trivial Pursuit 25th Silver Anniversary Edition (2008), Trivial Pursuit Team (2009), Trivial Pursuit Bet You Know It (2010), Trivial Pursuit Master Edition I (2010), Trivial Pursuit - The Rolling Stones (2010), Trivial Pursuit - Disney For All (2011), Trivial Pursuit - Classic Rock (2011, Master Game), Trivial Pursuit Party (2013)
Espansioni:
Silver Screen (1981), All Sports (1983), Baby Boomer (1983), Genus II (1984), RPM (1985), Walt Disney Family Edition (1985), Welcome to America (1985), The Good Life (1987), War & Victory (1987), Young Players (1987), The 1960s (1989), Flicks (1989), Rock and Pop (1989), Sports (1989), TV (1989), TV Ed. 2(1991), Country Music (1993)
Edizioni digitali:
Millennium - CD-ROM (1998), Pop Culture - DVD (2003), Lord of the Rings - DVD (2004), Saturday Night Live - DVD (2004), Star Wars Saga - DVD (2005), Pop Culture 2 - DVD (2005), Kids - DVD (2006) Versione per Android (Trivial Pursuit & Friends, 2015), Versione per iOs (Trivial Pursuit & Friends, 2015), Versione per Windows 10 Universal App (Trivial Pursuit & Friends, 2016)